# Robert Ellis Miller
Pour les articles homonymes, voir Robert Ellis, Robert Miller, Ellis et Miller.
Robert Ellis Miller, né le 18 juillet 1932 à New York, et mort le 27 janvier 2017 à Woodland Hills, est un réalisateur américain.

## Filmographie sélective
- 1968 : Chaque mercredi (Any Wednesday)
- 1968 : Sweet November
- 1968 : Le cœur est un chasseur solitaire (The Heart Is a Lonely Hunter)
- 1970 : Par un lien de boutons d'or (The Buttercup Chain)
- 1974 : La Fille de la rue Petrovka (en)
- 1978 : Ishi: The Last of His Tribe (en)
- 1980 : Revanche à Baltimore (en) (The Baltimore Bullet)
- 1981 : Madame X (en)
- 1983 : Reuben, Reuben ou la Vie d'artiste (Reuben, Reuben)
- 1988 : Hawks (en)
- 1989 : Brenda Starr (en)
- 1992 : Bed & Breakfast (en)
- 1996 : The Angel of Pennsylvania Avenue (en)